# Dziennikarstwo rozwiązań
Dziennikarstwo rozwiązań – podejście do przekazywania wiadomości skupiające się na odpowiedziach na pytania społeczne oraz na samych problemach. Historie rozwiązań dołączone do wiarygodnych dowodów wyjaśniają, jak i dlaczego odpowiedzi działają lub nie. Celem tego dziennikarskiego podejścia jest zapewnienie ludziom prawdziwszego, pełniejszego spojrzenia na te problemy, co przyczynia się do ich rozwiązania i bardziej efektywnego obywatelstwa.

## Definicja i teoria
Dziennikarstwo rozwiązań to rzetelny, oparty na dowodach raport z odpowiedziami na problemy społeczne. Historie rozwiązań mogą przybierać różne formy, ale mają kilka kluczowych cech. Określają one podstawowe przyczyny problemu społecznego; wyraźnie określają odpowiedzi na ten problem; przedstawiają dowody wpływu tej odpowiedzi; wyjaśniają, jak i dlaczego odpowiedź działa lub nie. Gdy jest to możliwe, opowiadania o rozwiązaniach przedstawiają również pomysły, które pomagają ludziom lepiej zrozumieć, jak działają złożone systemy i w jaki sposób można je ulepszyć.

## Historia
Jeszcze w 1998 roku dziennikarze zauważyli pojawienie się nowego typu dziennikarstwa, który badał, co ludzie i instytucje robią, aby rozwiązać problemy społeczne. Niektórzy krytycy dziennikarstwa zauważali, że naczelne założenia tradycyjnego dziennikarstwa, jakimi są przekonania, że zadanie reportera polega na ujawnianiu nielegalnych działań, nie mogą być ogólnie przyjęte. Uważają, że samo zgłaszanie problemów nie jest rozwiązaniem wszystkich bolączek społecznych na świecie.
Inne formy dziennikarstwa na nadmiar negatywnych relacji w mediach reagują podobnie. Dziennikarstwo obywatelskie, które zyskało pewną popularność w Stanach Zjednoczonych w latach 90., stara się angażować czytelników w dyskurs publiczny, aby zachęcić do aktywnego udziału w procesie demokratycznym i katalizować zmiany.
W 2003 roku powstała francuska organizacja społeczna Reporters d'Espoirs(„Reporterzy Nadziei”) jako sieć dziennikarzy i profesjonalistów medialnych, którzy chcą „promować w mediach wiadomości oparte na rozwiązaniach”. Organizacja została oficjalnie zarejestrowana w UNESCO w 2004 roku.
Na początku 2010 roku Robert Kostanza, David Orr, Ida Kubiszewski i inni założyli Solutions, niekomercyjną publikację drukowaną i internetową poświęconą prezentowaniu pomysłów na rozwiązywanie problemów środowiskowych, społecznych i gospodarczych na świecie.
W 2010 roku dziennikarze David Bornstein i Tina Rosenberg stworzyli również rubrykę „Poprawki” do rozdziału The New York Times. „Poprawki” to cotygodniowy komunikat z odpowiedziami na pilne problemy społeczne. Później Bornstein i Rosenberg razem z dziennikarką Courtney Martin założyli Sieć Dziennikarstwa Rozwiązań, niezależną organizację niekomercyjną, której misją jest uczynienie dziennikarstwa rozwiązań częścią powszechnej praktyki w dziedzinie wiadomości.

## Dziennikarstwo rozwiązań na Ukrainie
Na Ukrainie dziennikarstwo rozwiązań stało się podstawą działania publikacji „Rubryka”, pierwszej ukraińskiej publikacji, która rozwija to podejście i otwarcie ogłosiła swoje pozycjonowanie jako mediów rozwiązań w 2020 roku. Sam internetowy środek masowego przekazu został założony w 2018 roku przez Anastasiję Rudenko jako publikacja społeczno-polityczna z naciskiem na kwestie środowiskowe, urbanistyczne oraz prawa kobiet.
Podejście „Rubryki” do dziennikarstwa rozwiązań charakteryzuje się też tym, że publikacja wprowadza elementy dziennikarstwa rozwiązań również do tych materiałów, które nie są klasycznymi rozwiązaniami przypadków.